# Sven Jonsson

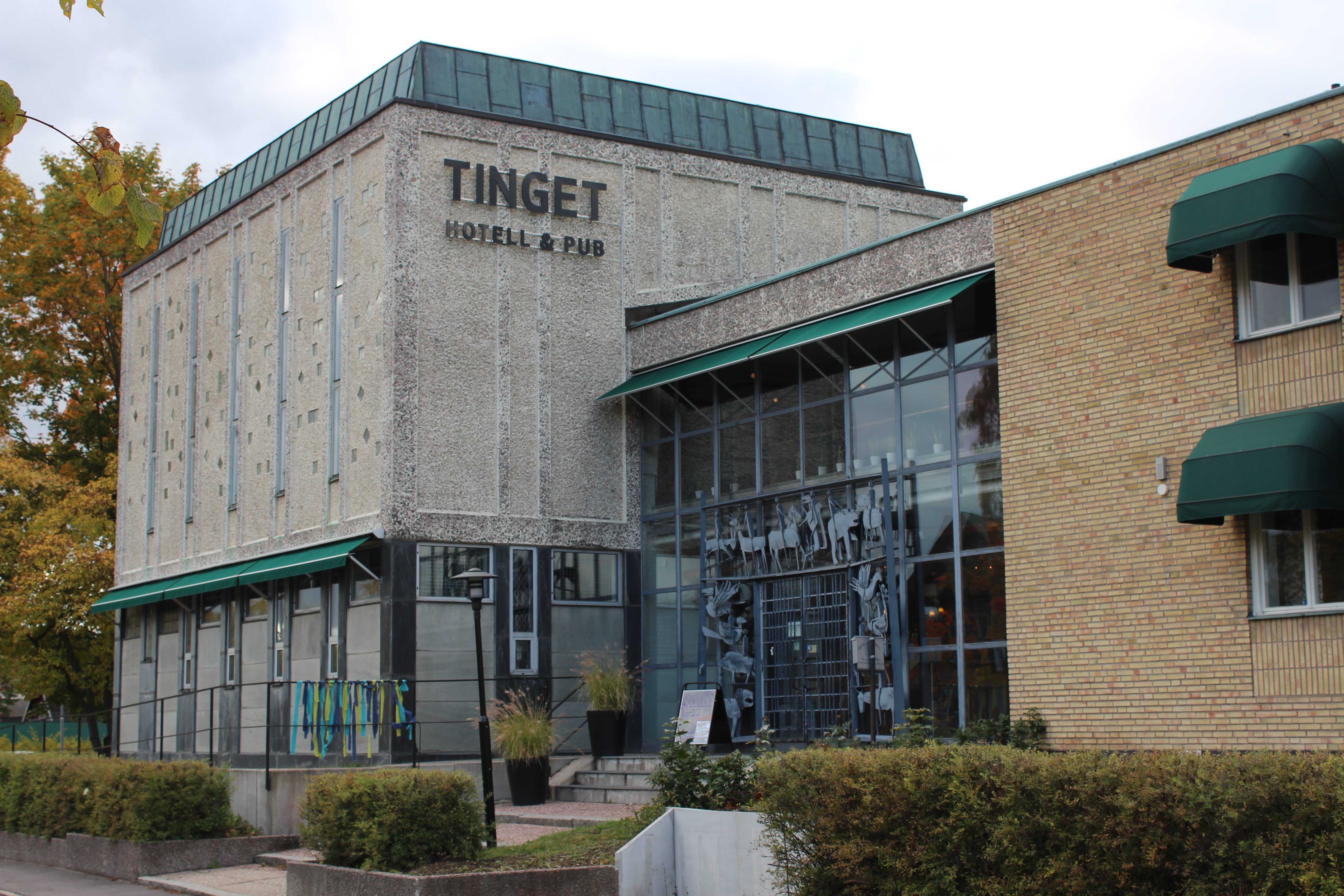
Sala tingshus (1960).

Sven Erik Jonsson, född 14 januari 1909 i Stockholm, död 2 mars 1996 i Karlskrona, var en svensk arkitekt.
Jonsson, som var son till ingenjör Carl Erik Jonsson och Maria Johansson, avlade studentexamen i Göteborg 1928 samt utexaminerades från Chalmers tekniska högskola 1933 och från Kungliga tekniska högskolan 1934. Han anställdes hos professor Eskil Sundahl 1934, bedrev egen arkitektverksamhet i Stockholm 1941, blev stadsplanearkitekt i Uppsala stad 1945 och var stadsarkitekt i Sala stad från 1950. Han var även arkitekt vid Sven Jonssons Arkitektkontor AB i Uppsala från 1955. 
Jonsson ritade bland annat studentbostäder i Uppsala, tingshus i Sala, Eriksbergsskolan i Uppsala, stadsbibliotek i Sala, brandstationer i Sala och Sandviken samt diverse större bostadsområden i Uppsala och Sala.